# Stuttgarter SF 1879
Stuttgarter SF 1879 – niemiecki klub szachowy z siedzibą w Stuttgarcie, jako Stuttgarter SF 1907 mistrz kraju z 1968 roku.

## Historia
Klub powstał w wyniku połączenia SV Stuttgart 1879 i Stuttgarter SF 1907. Pierwszy z tych klubów powstał w 1879 roku i pierwotnie nazywał się SC Stuttgart; jego pierwszym przewodniczącym był Otto Rosenfeld. W 1915 roku nastąpiła fuzja z SV Lasker, a cztery lata później zmiana nazwy na SV Stuttgart 1879. Przed II wojna światową był czołowym klubem Wirtembergii. Drugi klub, założony w 1907 roku jako Stuttgarter ASK, wyłonił się z ruchu robotniczego. Od 1910 roku nosił nazwę Stuttgarter ASG, w 1940 roku przyjął nazwę SV Stuttgart-Ost, a w 1952 roku – Stuttgarter SF 1907. Od 1955 roku klub wielokrotnie zdobywał tytuł mistrza Wirtembergii. W 1967 roku ten zespół zajął czwarte miejsce w mistrzostwach kraju, za SG Porz, Palamedesem/Concordią Hamburg i Münchener SC 1836. W sezonie 1967/1968 Stuttgarter SF 1907 zdobył mistrzostwo Niemiec, pokonując w fazie finałowej Solinger SG 1868, SG Porz i Palamedes/Concordię.
W 1971 roku nastąpiła fuzja SV Stuttgart 1879 i Stuttgarter SF 1907, pierwotnie nowy twór funkcjonował pod nazwą SK 07/79, a od 1972 roku jako Stuttgarter SF 1879. Od sezonu 1974/1975 zespół rywalizował w grupie południowej Bundesligi, z której spadł w 1978 roku. W 2001 roku zespół awansował do Bundesligi męskiej i Frauenbundesligi. W Bundeslidze klub zajął dziewiąte miejsce, a we Frauenbundeslidze szóste, jednak po sezonie wycofał się z ligi kobiecej. W kolejnych sezonach Stuttgarter SF zajmował w Bundeslidze odpowiednio jedenaste i piętnaste miejsce, a w sezonie 2004/2005 spadkowe – szesnaste. W późniejszym okresie klub występował w 2. Bundeslidze w latach 2005–2007, 2009–2010, 2012–2013 i 2019–2023.
Zawodnikami klubu byli m.in.: Rainer Buhmann, Dragoș Cereș, Christian Gabriel, Jörg Hickl, Andrei Macovei, Wiera Niebolsina, Ivan Schitco, Nikola Sedlak i Swaminathan Soumya.